# Heather Mills
Heather Mills (ur. 12 stycznia 1968 w Aldershot) – brytyjska modelka, była żona muzyka Paula McCartneya. Bierze udział w organizacjach charytatywnych, m.in. PETA.

## Życiorys

### Wczesne lata
Mills urodziła się w Aldershot, Hampshire. Jej rodzice to John „Mark” Francis Mills i Beatrice Mary Mills. Gdy Heather miała sześć lat, przeprowadzili się do Alnwick w hrabstwie Northumberland, ale zaraz potem przenieśli się do Washington w hrabstwie Tyne and Wear, a następnie do Rothbury w Northumberland. Kiedy Mills miała 9 lat, jej matka odeszła od nich, zostawiając troje dzieci (Heather, jej starszego brata Shane’a i młodszą siostrę Fionę) pod opieką męża.

### Kariera
W 2007 Mills wzięła udział w czwartej edycji programu Dancing with the Stars (w Polsce format znany jest jako Taniec z gwiazdami). Była pierwszą uczestniczką tego typu show, która posługiwała się protezą kończyny. W programie zajęła 7. miejsce na 11 możliwych. Wzięła także udział w 5. edycji brytyjskiego programu Dancing on Ice (znanego w Polsce jako Gwiazdy tańczą na lodzie).

### Wypadek
8 sierpnia 1993 Mills została potrącona na ulicy w Londynie przez motocykl policyjny. W wyniku wypadku, w październiku lekarze musieli amputować jej lewą nogę od kolana w dół. Mills otrzymała od policji 200 tys. funtów odszkodowania. Policjant, który spowodował wypadek, stracił prawo jazdy.

## Życie prywatne
Mills poznała Paula McCartneya w hotelu Dorchester podczas the Pride of Britain Awards w kwietniu 1999. 11 czerwca 2002, cztery lata po śmierci jego pierwszej żony, Lindy McCartney, para wzięła ślub. Mają córkę Beatrice Milly McCartney, urodzoną 28 października 2003. W 2008 rozwiedli się.